# Tidemann Warendorp
Tidemann Warendorp (* 1310 in Lübeck; † 1366) war ein Bürgermeister der Hansestadt Lübeck.

## Leben
Tidemann Warendorp wurde 1339 Ratsherr der Hansestadt Lübeck. 1349 war er als Vertreter der Stadt beim späteren Kaiser Karl IV., um diesem Geschenke zur Krönung als römisch-deutscher König zu überreichen. 1351 wurde er im Rat zum Bürgermeister bestimmt. 1360 vertrat er die Stadt diplomatisch bei König Waldemar IV. von Dänemark im Vorfeld des Ersten Waldemarkrieges.
Er war ein Schwiegersohn des Ratsherrn Eberhard von Alen und Schwiegervater des in Lübeck lebenden Ritters Johann Thiesenhusen. Er bewohnte das 1337 erworbene Haus in der Breiten Straße 46 und ab 1347 den Hof in der St.-Annen-Straße 13 (seit 1879 mit der Lübecker Synagoge bebaut). Er war von 1344 bis 1345 auch der Eigentümer der Dr.-Julius-Leber-Straße 37–39. Heute steht dort der Haasenhof.